# كارلديل جونسون
كارلديل جونسون (بالإنجليزية: Carldell Johnson)‏ مواليد 28 يناير 1983 في نيو أورلينز، هو لاعب كرة سلة أمريكي. بدأ مسيرته الاحترافية في سنة 2006. يبلغ طوله 5 قدم 10 بوصة (1.8 م). لعب مع نيو أورلينز بيليكانز وسبيرو شارلوروا.

## روابط خارجية
- كارلديل جونسون على موقع الدوري الأوروبي لكرة السلة (الإنجليزية)
- كارلديل جونسون على موقع إن بي أي (الإنجليزية)
- كارلديل جونسون على موقع سبورتس رفرنس (الإنجليزية)
- كارلديل جونسون على موقع كرة السلة الأوروبية.كوم (الإنجليزية)
- كارلديل جونسون على موقع كلية كرة السلة في سبورتس رفرنس.كوم (الإنجليزية)
- كارلديل جونسون على موقع ريلجم (الإنجليزية)
- كارلديل جونسون على موقع بروبوليرز (الإنجليزية)
- كارلديل جونسون على موقع سبورتس رفرنس (الإنجليزية)
- كارلديل جونسون على موقع سبورتس رفرنس (الإنجليزية)